# Muscle stapédien
Pour les articles homonymes, voir étrier.

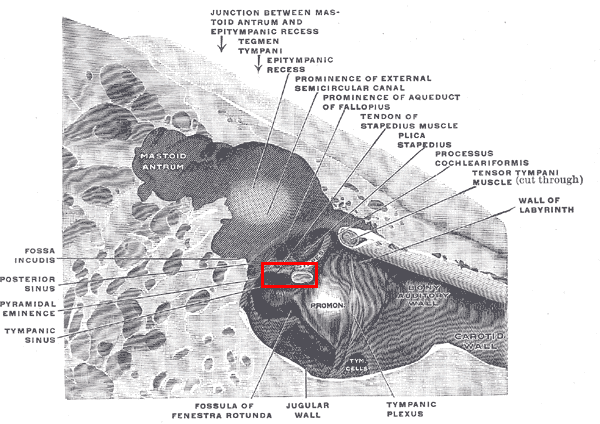
Le muscle stapédien est le plus petit muscle squelettique de l'être humain.

Le muscle stapédien ou muscle de l'étrier (musculus stapedius pour la Terminologia Anatomica) est l'un des deux muscles des petits os de l'audition associés aux osselets de l'oreille moyenne qui amortissent ou s'opposent aux mouvements de la chaîne ossiculaire, le deuxième étant le muscle du marteau. Mesurant environ 2 mm, tous deux sont les plus petits muscles striés du corps humain. Le muscle stapédien dérive du deuxième arc pharyngé.

## Description
Le muscle stapédien est tendu entre le rocher de l'os temporal et l'étrier de la chaîne ossiculaire de l'oreille. C'est un muscle strié innervé par une branche du nerf facial : le nerf stapédien. Aucune terminaison sensorielle n’a été détectée dans le muscle ou dans son tendon. Ses fibres musculaires contiennent une prédominance de fibres rapides 2A rapides et fibres 2X. Il est composé d’un à deux fuseaux neuromusculaires.

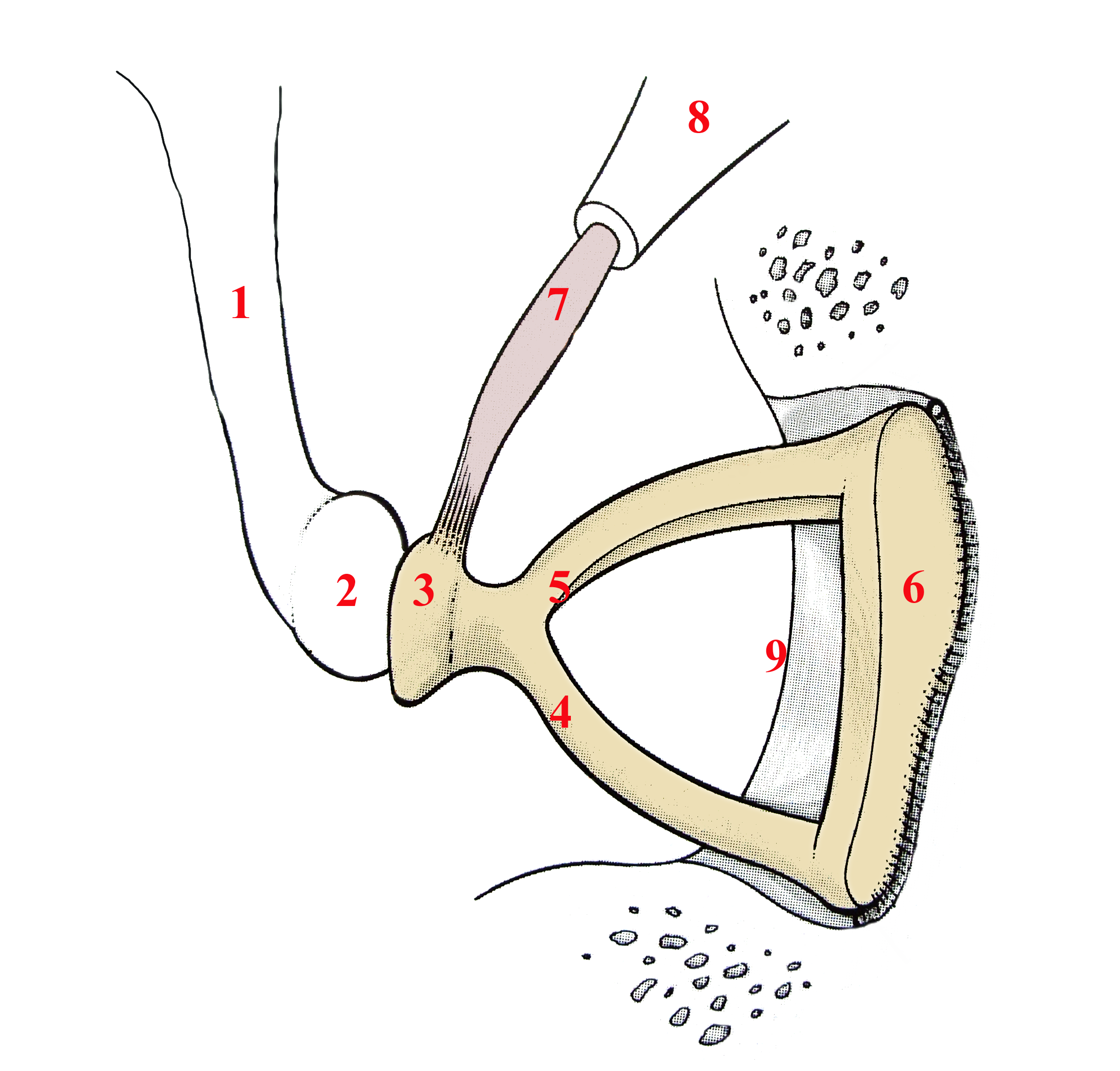
Le muscle stapédien (N°7)

## Fonction
L'activation du muscle stapédien entraîne le déplacement de la tête de l'étrier vers l'arrière, ce qui diminue la tension s'exerçant sur la fenêtre ovale afin de protéger les récepteurs de l'audition présent dans la cochlée (juste après la fenêtre ovale) contre les bruits intenses. Il est sous l'influence d'arc réflexe, donc non contrôlable par la volonté : c'est le réflexe stapédien.